# 第2次スーパーロボット大戦α
『第2次スーパーロボット大戦α』（だいにじスーパーロボットたいせんアルファ）は、バンプレストから発売されたシミュレーションRPG。
SDで表現されたロボットたちが競演するクロスオーバー作品「スーパーロボット大戦シリーズ」の一つ。PS2で発売された同シリーズの2作目であり、同ハード初の完全新作となる。
本作は『スーパーロボット大戦α』（以下『α』）に始まる、シリーズカテゴリの一つである「αシリーズ」の第3作目。前作が『スーパーロボット大戦α外伝』（以下『α外伝』）であったことから、本作ではタイトルに「第2次」を冠している。全57話。『α』のストーリーで中心的要素であった外宇宙の脅威は登場せず（新たな異星人勢力は登場する）、地球圏が戦いの舞台となり、地下勢力との決着や地球人同士の戦いを終わらせることがストーリーのメインとなる。後の作品では本作の戦いを「封印戦争」と呼称している。
新規で制作された戦闘アニメーションには、被弾時の仰け反りの演出が新たに追加された。また、一部の武器でトドメを刺した場合、共通の撃破演出が行われず、専用の演出によって爆破する。これは以後のシリーズでも多く取り入れられる。
主人公機4体のフィギュアが付属する限定版「コレクションフィギュアBOX」も発売された。後の2004年9月16日にはPlayStation 2 the Best版（廉価版）が、続編の『第3次スーパーロボット大戦α 終焉の銀河へ』（以下『第3次α』）発売時の2005年7月28日には『α』（PS版）・『α外伝』の2本を加えた『スーパーロボット大戦α PREMIUM EDITION』が発売された。
「PlayStation Awards 2003」において、ゴールドプライズ（累計出荷本数50万本以上100万本未満のタイトルに対して贈られる）を受賞した。

## 参戦作品

### 一覧
★マークはシリーズ初参戦作品。αマークはαシリーズ初参戦作品。
- α戦国魔神ゴーショーグン
- ★ブレンパワード
- ★勇者王ガオガイガー
- 機動戦士ガンダム0083 STARDUST MEMORY
- 機動戦士Ζガンダム
- 機動戦士ガンダムΖΖ
- 機動戦士ガンダム 逆襲のシャア
- 機動戦士ガンダムF91
- ★機動戦士クロスボーン・ガンダム
- 新機動戦記ガンダムW Endless Waltz
- 無敵鋼人ダイターン3
- マジンガーZ
- グレートマジンガー
- ゲッターロボ
- ゲッターロボG
- 真・ゲッターロボ（原作漫画版）
- ★鋼鉄ジーグ
- 超電磁ロボ コン・バトラーV
- 超電磁マシーン ボルテスV
- α闘将ダイモス
- α大空魔竜ガイキング
- バンプレストオリジナル

### 解説
初参戦作品は『ブレンパワード』・『勇者王ガオガイガー』・『機動戦士クロスボーン・ガンダム』・『鋼鉄ジーグ』の4作品。作品ラインナップは継続作品や復活作品、新規作品のバランスと『α外伝』や『スーパーロボット大戦IMPACT』との差別化を考えて決められた。この他、参戦作品には表記されていないが、『真ゲッターロボ 世界最後の日』からブラックゲッターが登場。またガンダムシリーズの機体の一部は、原作アニメではなくフィギュアシリーズ『GUNDAM FIX FIGURATION』のデザインとなっている。
『勇者王ガオガイガー』と『鋼鉄ジーグ』は、玩具会社のタカラがスポンサーを務めた作品からの初めての参戦である。この2作は本作では原作の物語前半部分が扱われており、後半部分は次作『第3次α』に持ち越される変則的な展開となっている。なおプロデューサーの寺田によると、『勇者王ガオガイガー』は『α』の段階で参戦させたい意向であったが実現できず、当初の予定でGGGが担当するはずだった役回りは、代わりにDCに担当させたとのことである。
『機動戦士クロスボーン・ガンダム』は、『真・ゲッターロボ（原作漫画版）』以来の漫画作品からの参戦で、声優のキャスティングや戦闘BGMはゲーム作品『SDガンダム GGENERATION-F』と同じものを使用している。キンケドゥ・ナウやベラ・ロナなどの『機動戦士ガンダムF91』にも登場するキャラクターは、本作では『機動戦士クロスボーン・ガンダム』名義で登場。原作では『機動戦士ガンダムF91』から『機動戦士クロスボーン・ガンダム』までは10年近くの年月が流れているが、本作は『機動戦士ガンダムF91』が参戦した『α』の直後という設定のため、これらのキャラクターは年齢は10代のまま容姿だけ20代後半に変化したことになる。
『超機大戦SRX』の登場人物、ヴィレッタ・バディムや関連人物のレーツェル・ファインシュメッカーは『バンプレストオリジナル』名義で登場しているが、主人公のSRXチームやRシリーズの機体は登場しない。

### パッケージ登場機体
- 鋼鉄ジーグ（鋼鉄ジーグ）
- ガオガイガー（勇者王ガオガイガー）
- クロスボーン・ガンダムX1（機動戦士クロスボーン・ガンダム）
- コン・バトラーV（超電磁ロボ コン・バトラーV）
- ゴーショーグン（戦国魔神ゴーショーグン）
- ガイキング（大空魔竜ガイキング）
- ヒメ・ブレン（ブレンパワード）

## システム
ここでは、本作特有のシステムや新規追加・変更されたシステムについて解説する。シリーズ共通のシステムについてはスーパーロボット大戦シリーズのシステムを参照。
本作では、ヘルプ機能の充実やワンボタンによる各動作（ユニット変形、小隊長変更、ステータス画面からキャラクター辞典・ロボット図鑑への移動、マップへのマーキング）など、インターフェイス面でも大幅な強化がなされている。また新規のシステムも多数搭載された。
小隊システム
複数のユニットで小隊を編成するシステム。この結果1シナリオで出撃できるユニットの数が大幅に増えることになった。1小隊は各ユニットに設定されている「コスト」の合計が5以内であれば、最大4ユニットまでを組み合わせることが可能。
このシステムに合わせて様々な変更点がある。
- 攻撃方法は、敵小隊長ユニットを小隊全体で集中攻撃する「小隊攻撃」と、敵小隊員も攻撃可能だが小隊長ユニット単独で攻撃することになる「単体攻撃」の2種類がある。
- パイロットパラメータには小隊長にしたときに発動する「小隊長能力」が、武器パラメータには「小隊攻撃」で小隊員ユニットが自動的に選択する「小隊攻撃武器」（PLA武器）や、「単体攻撃」でのみ使用可能で敵小隊全体を攻撃できる「全体攻撃武器」（ALL武器）がそれぞれ追加されている。
- 援護システムは、援護攻撃は「単体攻撃」を行う際に、隣接する小隊の小隊長ユニットが「援護攻撃」の技能を習得している場合に攻撃し、援護防御は「援護防御」の技能を習得している同小隊のユニットが防御する。
- 氷竜と炎竜のように分離・合体が可能なユニットは、同じ小隊に編成した場合にそれが可能で、「分離状態のそれぞれのコストの和」 = 「合体状態のコスト」となるように設定されている。
- バリア系特殊能力は、自機にのみ効果があるものと小隊全体に効果を及ぼすものの2つに分けられた。
- 修理・補給は自分の小隊全体に対しても使用可能。また、小隊員に修理・補給ユニットがいる小隊は、毎ターン一定のHP・ENが回復する。
- 小隊の移動力は全ユニットの移動力の平均値になる。ただし、1機でも移動タイプがあっていない機体が混じっていると、まともに移動ができなくなる（移動タイプが陸のユニットの中に移動タイプ空のユニットを組み込むと、空のユニットが地上扱いで戦闘することになる）。

パイロット養成
『スーパーロボット大戦ORIGINAL GENERATION』と同様の、PP（パイロットポイント）を消費してのパイロット養成システムを「αシリーズ」で初めて採用。
システムの詳細はスーパーロボット大戦シリーズのシステム#パイロット養成を参照のこと。
ダメージのサイズ差補正
これまで回避率にのみ影響していた機体サイズが、本作より与えるダメージにも影響するようになった。これにより、回避しにくいだけであったサイズLの機体は攻撃力が上昇し、回避しやすいというメリットのみのサイズSの機体は、攻撃力が下がるデメリットも発生するようになった。
『第3次α』からサイズ差によるダメージ減少を防ぐ「サイズ差補正無視」の特殊技能が登場する。

### 原作設定を再現したシステム
『鋼鉄ジーグ』のシステム
鋼鉄ジーグは、ビッグシューターが同一小隊にいるか5マス以内にいると、ジーグバズーカ・マッハドリルが使用可能になる。また、中盤で入手するジーグ・パーンサロイドに換装する際やジーグヘッドから鋼鉄ジーグに換装する際も同様の条件を満たす必要がある。ただし後者はMAP中一度だけしか行えない。
『第3次α』では、鋼鉄ジーグが撃墜された場合ジーグヘッドになる能力が追加され、継戦能力が向上している。
『大空魔竜ガイキング』のシステム
大空魔竜は、ガイキングの出撃時や搭載時で形態が変化する。MAP上にガイキングが出撃していると大空魔竜は「頭部無し」となり、ガイキングが出撃していないか大空魔竜に搭載している場合は「頭部あり」になる。頭部の有無で大空魔竜の武装が変化する。
大空魔竜は戦艦扱いなのでガイキングと小隊を組むことはできないが、大空魔竜が7マス以内にいればミラクルドリルがガイキングの武装として追加される。
『ブレンパワード』のシステム
各ブレンパワードは広域バリアの特殊能力を持っており、小隊全体にバリア効果を及ぼす。また、気力120以上で発動するバイタルジャンプは地形による移動力補正を無視した移動が可能（発揮されるのはブレンパワードが小隊長の場合のみ）。

## オリジナルキャラクター
各キャラクターの詳細は、バンプレストオリジナルのキャラクター一覧を参照。

### オリジナル主人公
「αシリーズ」では『α』以来のオリジナル主人公だが、本作ではストーリーが異なる4人からの選択制が採用された。4人のうちクスハ・ミズハは『α』から引き続き主人公として登場。ゼンガー・ゾンボルトは『α外伝』に登場したキャラクターである。残りの2人は本作で初登場。
ゼンガー・ゾンボルト（スーパーロボット系男主人公）
ロボット：グルンガスト参式→ダイゼンガー
邪魔大王国の襲撃によりアースクレイドルから目覚めたパイロット。彼を主人公とすると『グレートマジンガー』、『鋼鉄ジーグ』や『大空魔竜ガイキング』が序盤の中心となるシナリオが展開する。
ライバルキャラクターが仲間にならない代わりに、このルートのみで仲間になる敵キャラクター（『鋼鉄ジーグ』のタケル）が存在する。
キャラクター設定上、『α外伝』のストーリーを踏襲したイベントや会話が多く、続編色の強いシナリオとなっている。
クスハ・ミズハ（スーパーロボット系女主人公）
ロボット：龍人機→龍虎王
『α』の後、ティターンズに拘束されていたが解放され、医者を目指して勉強していた。彼女を主人公にすると『戦国魔神ゴーショーグン』や『勇者王ガオガイガー』、『ブレンパワード』が序盤シナリオの中心となる。ケン太少年とは知り合い。
なお、予約特典のDVD内の『α』・『α外伝』のストーリー紹介は、ティターンズ拘束時代の彼女のモノローグになっている。
『α』におけるクスハの初期設定はリアルロボット系だったが、本作ではグルンガスト弐式のパイロット（スーパーロボット系）という設定が採用された。また、シリーズ初の胸が揺れる（いわゆる「乳揺れ」）主人公でもある。
アラド・バランガ（リアルロボット系男主人公）
ロボット：ザクIIF2型→ヒュッケバインMk-III→ビルトビルガー
ヤザン隊に配属された少年パイロット。彼を主人公とするとガンダム系の作品が中心となったシナリオが展開する。少年兵が戦いの中で戦士として成長していく過程を描いているが、アラド自身のキャラクターにより、過度に悲壮なものではなく明るい展開が多い。プロデューサーの寺田曰く「アラドは最初から最後まで新米で、最初は敵側だった新米兵が味方に捕まって更生する……というある意味王道パターン」と述べている。
アイビス・ダグラス（リアルロボット系女主人公）
ロボット：アルテリオン（中盤で性能強化）→ハイペリオン（合体形態なのでアルテリオンのままでのプレイも可能）
元DCのテストパイロット。本来は勝ち気で明るい性格だったが、事故によって自信を失い、閉鎖的になってしまっている。彼女を主人公とすると序盤は『機動戦士クロスボーン・ガンダム』が中心となったシナリオが展開する。一部では「最弱主人公」「負け犬」と呼ばれ（『第3次α』終了メッセージより）、特に序盤ではアルテリオンの性能をもってしても当てられない、避けられないというリアル系には珍しい傾向を見せるが、中盤でイベントが発生し、能力が大幅に上がる。

### その他のキャラクター
ククル
ヒミカに滅ぼされた古代の王国の姫で、邪魔大王国の女性幹部。ゼンガーのライバルとなる。他主人公のライバルは無条件で仲間になるが、彼女のみ必ず死亡するため仲間にすることができない。
ソフィア・ネート
アースクレイドルの女性科学者。安西エリ博士とは友人。ゼンガーに斬艦刀を託す。ゼンガー編にのみ登場。
ブルックリン・ラックフィールド
クスハの恋人で、虎王機のパイロット。修行に入ったあと行方不明となりガンエデンに洗脳されてしまう。クスハが『α』におけるスーパー系オリジナル主人公を引き継いだことで、彼はそのパートナーを引き継いでいる。クスハ編にのみ登場。
ゼオラ・シュヴァイツァー
アラドのパートナー。アラドが死んだと思い込み、彼の機体であるヒュッケバインMk-IIIを勝手に使われていると憤る。アラド編にのみ登場。
ツグミ・タカクラ
アイビスのパートナー。自信を失っている彼女を支える。アイビス編にのみ登場。
スレイ・プレスティ
アイビスのライバルでありプロジェクトTDの責任者フィリオ・プレスティの妹。実は重度のブラザーコンプレックスでアイビスがアルテリオンに乗ることを嫌がっている。アイビス編にのみ登場。
レーツェル・ファインシュメッカー
自らの愛機を「トロンベ」と呼ぶ謎の美食家。彼の弟はSRXチームにいたらしい。本名はゼンガー編の最後で明かされる。ヴィレッタと共に仲間になり、黒いヒュッケバインMk-III（アラド編ではアラドのヒュッケバインMk-IIIを黒く塗装したもの）に乗り込む。
彼の専用BGM「Trombe!」は、本作でのレオナルド・メディチ・ブンドル（『戦国魔神ゴーショーグン』）との戦闘以外、必ず優先されて流れる。なお、この設定は『第3次α』、OGシリーズにも引き継がれる。
ヴィレッタ・バディム
リュウセイと共に投獄されていたが条件付で出獄し、ヒュッケバインMk-III（ゼンガー編では『α』でリアル系オリジナル主人公が乗っていたもの）に搭乗して仲間になる。拘束されていたクスハを助けた。なお、レーツェル、ヴィレッタの2人はアイビス編では他の主人公よりも仲間になるのが遅くなる。本作では『超機大戦SRX』ではなく『バンプレストオリジナル』として登場。
イルイ
記憶喪失の少女。主人公と出会い、αナンバーズの戦艦で生活することになる。
ガンエデン
地球の守護者を名乗る人造神。僕として、鳥型クストースのカナフ、魚型クストースのケレン、獣型クストースのザナヴがいる。

## スタッフ
プロデューサー
寺田貴信、じっぱひとからげ、森住惣一郎
ディレクター
名倉正博
脚本
寺田貴信
オリジナルメカデザイン
宮武一貴、カトキハジメ、永井豪、石川賢、丸山功一、杉浦俊朗、土屋英寛、小野聖二、安藤弘、金丸仁、森野健一郎
オリジナルキャラクターデザイン
河野さち子
原画・監修
杉浦俊朗
サウンド／SE
鶴山尚史、花岡拓也、上川高弘

## 主題歌
オープニングテーマ「SKILL」
作詞：影山ヒロノブ / 作曲：須藤賢一・河野陽吾 / 編曲：河野陽吾 / 歌：JAM Project
最終シナリオのマップBGMは本曲のアレンジである「SKILL Ver.αII」。以降の作品でも、最終シナリオのBGMでJAM Projectが歌うOPテーマのアレンジが使用されることが多い。
エンディングテーマ「FOREVER&EVER」
作詞：影山ヒロノブ / 作曲・編曲：河野陽吾 / 歌：JAM Project

## プロモーション

### スーパーロボット大戦感謝祭2002
2002年11月30日に行われたファン感謝イベント。この会場で『第2次スーパーロボット大戦α』の製作が発表された。

### テレビCM
ティザー編
初期のCMではCGムービーを使用したもの。
勝利の鍵
ナレーションは小林清志。小林が以前ナレーションを担当した『勇者王ガオガイガー』の次回予告風の演技で、本作を「勝利の鍵」としている。
記憶の部屋編
初老の外国人の紳士が巨大スクリーンに映し出される本編の映像を見て、戦いの記憶に涙するという内容。

### 街頭上映
本作のPVが全国6大都市の巨大ビジョンで公開された。

### 購入特典
予約特典はDVDソフト「Memorial Giga Disk」。αシリーズ以前の作品を紹介した映像、主人公クスハ・ミズハのナレーションによるαシリーズのストーリーダイジェスト、本作のPV・CMを収録している。

## 関連作品

### 攻略本
- 第2次スーパーロボット大戦α パーフェクトバイブル ISBN 9784757714908
- 第2次スーパーロボット大戦α 完全解析ファイル ISBN 9784575163810
- 第2次スーパーロボット大戦α ザ・コンプリートガイド ISBN 9784840223751
- 第2次スーパーロボット大戦α 完全攻略ガイド ISBN 9784840108065
- 第2次スーパーロボット大戦α Brave Operation Plan 勇猛作戦伝導書 ISBN 9784087792478
- 第2次スーパーロボット大戦α 最強小隊編成マニュアル ISBN 9784063396782
- 第2次スーパーロボット大戦α パーフェクトガイド ISBN 9784797324181

### コミック
ロストチルドレン
双葉社 作：環望
前作『α外伝』の未来世界で登場し、現在世界では本来存在しないはずのマシンナリー・チルドレンであるイーグレット・イングの物語。ゼンガー編と『第3次α』の間にある空白の1ヶ月を舞台としている。掲載されていた『スーパーロボットマガジン』の休刊のため未完で、単行本化もされていない。
第2次スーパーロボット大戦α 鉄壁コミックZ
2003年7月9日初版、講談社、マガジンZKC。ISBN 9784063347623
バンプレスト監修によるアンソロジーコミック。
第2次スーパーロボット大戦α 直撃コミックZ
2003年7月30日初版、講談社、マガジンZKC。ISBN 9784063347630
バンプレスト監修によるアンソロジーコミック。
第2次スーパーロボット大戦α 4コマ戦線
2003年7月27日初版、双葉社、アクションコミックス。ISBN 9784575938371
複数作家による二次創作4コマ漫画。
第2次スーパーロボット大戦α 4コマ戦線 Vol.2
2003年8月28日初版、双葉社、アクションコミックス。ISBN 9784575938432
複数作家による二次創作4コマ漫画。
第2次スーパーロボット大戦α アンソロジー戦線
2003年9月28日初版、双葉社、アクションコミックス。ISBN 9784575938494
複数作家による二次創作短編漫画。
第2次スーパーロボット大戦α 4コマKINGS
2003年8月15日初版、一迅社、DNAメディアコミックス。ISBN 9784758001151
複数作家による二次創作4コマ漫画。
第2次スーパーロボット大戦α コミックアンソロジー 勇者の書
2003年7月15日初版、一迅社、DNAメディアコミックス。ISBN 9784758001083
複数作家による二次創作短編漫画。
第2次スーパーロボット大戦α 4コマギャグバトル
2003年7月10日初版、光文社、火の玉ゲームコミックシリーズ。ISBN 9784334805890
複数作家による二次創作4コマ漫画。
第2次スーパーロボット大戦α コミックアンソロジー 不屈の勇者たち
2003年8月10日初版、光文社、火の玉ゲームコミックシリーズ。ISBN 9784334805913
複数作家による二次創作短編漫画。
第2次スーパーロボット大戦α コミックスペシャル
2003年6月27日初版、メディアファクトリー、アートプレストBOOKS EX。ISBN 9784840108331
複数作家による二次創作4コマ漫画および短編漫画。
第2次スーパーロボット大戦α アンソロジーコミック1 鋼鉄の雄叫び
2003年7月7日初版、エンターブレイン、ブロスコミックスEX。ISBN 9784757714823
複数作家による二次創作短編漫画。
第2次スーパーロボット大戦α アンソロジーコミック2 閃光の勇者たち
2003年9月5日初版、エンターブレイン、ブロスコミックスEX。ISBN 9784757715493
複数作家による二次創作短編漫画。
理由は不明だが、参戦作品の一つ『大空魔竜ガイキング』はこれら4コマ・アンソロジーに登場していない。

### ムック
- 第2次スーパーロボット大戦α DEEP FILE ISBN 9784575164008
- スーパーロボット大戦αシリーズファンブック ISBN 9784334901288

### CD
第2次スーパーロボット大戦α オリジナルサウンドトラック
2003年5月21日発売 ランティス
本編BGMを収録したサウンドトラックCD。各BGMは1ループやそれ未満で終了し、『機動戦士クロスボーン・ガンダム』のBGMは収録されていない。

### 周辺機器
メモリーカード8MB
2003年3月27日 HORI
PS2用のメモリーカード。タイトルロゴがプリントされており、4人の主人公のシールが付属している。
スーパーロボット大戦コントローラー
2003年3月27日 HORI
全ての操作を片手で行えるコントローラー。本作だけでなく過去に発売された本シリーズにも対応している。